# Jean Laurenti
Pour les articles homonymes, voir Laurenti.
Jean Laurenti, né le 3 juillet 1893 à Tourrette-Levens et mort le 4 janvier 1977 à Antibes, est un homme politique français, député PCF des Alpes-Maritimes de 1945 à 1946 et sénateur PCF des Alpes-Maritimes de 1946 à 1948. 

## Biographie
Né à Tourrette-Levens (Alpes-Maritimes), fils d'un métayer, Jean Laurenti est horticulteur à Vence et remporte plusieurs concours de cultures florales. Il fait la Première Guerre mondiale dans la marine.
Après la guerre, il travaille comme métayer la journée et comme pêcheur la nuit, à Cros-de-Cagnes. À l'occasion d'une réunion d’anciens combattants à Nice au début des années 1920, il fait la connaissance de Virgile Barel. Il adhère au Parti communiste en 1927 et à la Confédération générale des paysans travailleurs (CGPT) en 1929. Il fonde un syndicat paysan, L'Union Paysanne, en 1934, dans les Alpes-Maritimes. 
En mars 1940, il témoigne en faveur de Virgile Barel lors du procès des députés communistes et à son retour à Vence il est arrêté et placé en détention administrative jusqu'en 1942. Placé en résidence surveillée, il passe dans la clandestinité. Il participe à la Résistance dans les Alpes-Maritimes et les Basses Alpes, puis dans l'Hérault, sous le pseudonyme de Commandant Charles.
Après la guerre, en mars 1945, il participe à la création de la Confédération générale de l'agriculture et fait partie de son conseil national aux côtés de Waldeck Rochet et Bernard Pommier. 
En septembre 1945, il est élu conseiller général du canton de Roquebillière et en octobre 1945 député à la première Assemblée constituante. 
L'année suivante, il est élu sénateur. N'étant pas réélu en 1948, il entre dans l'administration de l'outre-mer. Il est une dernière fois candidat aux élections législatives en 1956, puis siège au conseil municipal de Nice dans le groupe d’Union ouvrière et démocratique de 1953 à 1965. En 1972, il fait publier à Nice son Carnet de bord d’un vétéran, préfacé par Virgile Barel.
Son fils, Joseph Laurenti, avait été un responsable départemental FTP qui trouva la mort lors d'une mission en août 1944,.

## Mandats et fonctions
- Conseiller général des Alpes-Maritimes, 1945-1949
- Député des Alpes-Maritimes, 1945-1946
- Conseiller municipal de Nice, 1953-1965.
- Sénateur des Alpes-Maritimes, 1946-1948